# 1903 у літературі

## Нагороди
- Нобелівську премію з літератури отримав норвезький письменник Б'єрнстьєрне Б'єрнсон.

## Народились
- 17 жовтня — Натаніель Вест, романіст і сценарист США (пом. 1940)
- 8 липня — Юлій Ванаг — латиський письменник, заслужений діяч культури Латиської РСР (з 1953).
- 4 грудня — Лагін Лазар Йосипович, радянський письменник, журналіст та поет (пом. 1979).

## Померли
- 4 жовтня — Отто Вейнінгер, австрійський філософ (нар. 1880)
- 1 листопада — Теодор Моммзен, німецький історик, філолог, юрист, політик і організатор науки (нар. 1817)
- 28 грудня — Джордж Гіссінг, англійський письменник, соціальний прозаїк (нар. 1857)

## Нові книжки
- Еміль Золя — «Справедливість» (Vérité)
- Джек Лондон — «Поклик предків»